# Geografia de Moçambique
Moçambique é um país da costa oriental da África Austral que tem como limites: a norte, a Tanzânia; a noroeste, o Malaui e a Zâmbia; a oeste, o Zimbabué, a África do Sul e o Essuatíni; a sul, a África do Sul; a leste, a secção do Oceano Índico designada por Canal de Moçambique.
No Canal de Moçambique, os vizinhos são Madagáscar e as Comores (incluindo a possessão francesa de Mayotte). No Oceano Índico, para leste da grande ilha de Madagáscar, situam-se as dependências de Reunião, Juan de Nova e Ilha Europa. No Canal de Moçambique, sensivelmente a meia distância entre o continente e Madagáscar, o atol de Bassas da Índia, igualmente possessão francesa.
A capital de Moçambique é Maputo (Lourenço Marques durante a dominação portuguesa).
A metade norte (a norte do rio Zambeze) é um grande planalto, com uma pequena planície costeira bordejada de recifes de coral, limitando no interior com maciços montanhosos pertencentes ao sistema do Grande Vale do Rift. A metade sul é caracterizada por uma larga planície costeira de aluvião, coberta por savanas e cortada pelos vales de vários rios, o mais importante dos quais é o rio Limpopo.

## Pontos extremos
- Norte: Foz do Rovuma
- Sul: Ponta do Ouro
- Este: Ponta da Quitangonha (a sul de Nacala)
- Oeste: Zumbo
- Elevação máxima: Monte Binga, 2.436 m
- Elevação mínima: Oceano Índico, 0 m

## Geografia humana

### Divisão administrativa
Moçambique está dividido em onze províncias, sendo uma delas uma área urbana com estatuto provincial.
As províncias são as seguintes, de norte para sul e de oeste para este:
Niassa (capital: Lichinga, ex-Vila Cabral); Cabo Delgado (capital: Pemba, ex-Porto Amélia); Nampula (capital: Nampula); Zambézia (capital: Quelimane); Tete (capital: Tete); Manica (capital: Chimoio, ex-Vila Pery); Sofala (capital: Beira); Inhambane (capital: Inhambane); Gaza (capital: Xai-Xai, ex-João Belo); Maputo (capital: Matola).
A área urbana com estatuto provincial é a cidade do Maputo (ex-Lourenço Marques), capital do país. Geograficamente, esta área urbana situa-se em pleno território da província do Maputo.

### Capital e cidades principais
Maputo é a capital e, simultaneamente, a maior cidade de Moçambique. Designada Lourenço Marques desde a sua fundação e durante todo o período da soberania portuguesa, mudou de nome em 1976, pouco depois da independência.
Outras cidades importantes: Nampula, Beira, Nacala, Quelimane, Pemba, Tete.
Na periferia oeste da cidade do Maputo, destaca-se a cidade-satélite da Matola.
Isoladamente, a Matola seria a segunda cidade mais populosa de Moçambique, mas integra-se na mancha urbana do Maputo.
Por conseguinte, excluindo a Matola da categoria de centro urbano propriamente dito, a segunda cidade de Moçambique é Nampula, que, demograficamente, ultrapassou a Beira na viragem do século XX para o século XXI.

## Património histórico
O património histórico mais notável de Moçambique concentra-se nos seguintes locais:
—	Ilha de Moçambique, na baía do Mossuril, ao largo da localidade do Lumbo, no litoral da província de Nampula (zona setentrional do país);
—	Parte antiga da cidade de Inhambane, capital da província do mesmo nome (zona meridional do país);
—	Baixa da cidade do Maputo (zona meridional do país);
—	Ilha do Ibo, outrora entreposto de escravos, no arquipélago das Quirimbas (hoje parque natural, no litoral da província de Cabo Delgado).
A Ilha de Moçambique deu o nome à totalidade do território, do qual foi capital até 1898 (ano em que a sede do governo colonial passou para Lourenço Marques). Em 1991, a UNESCO inscreveu-a na lista do Património Mundial da Humanidade. De entre vários monumentos, destacam-se a Capela de Nossa Senhora do Baluarte, em estilo manuelino, e a Fortaleza de S. Sebastião, expressivos exemplares de arquitetura colonial portuguesa que datam do século XVI (poucas décadas depois da passagem de Vasco da Gama, o primeiro europeu que circum-navegou o extremo meridional da África). O Palácio de S. Paulo ou Palácio dos Capitães-Generais é igualmente notável. A chamada «cidade de pedra» conta com diversas igrejas centenárias, além de edifícios residenciais e comerciais em estilo português, com influências indostânicas.
As influências indostânicas observam-se igualmente na parte antiga da cidade de Inhambane e na Baixa do Maputo.

## Comunicações

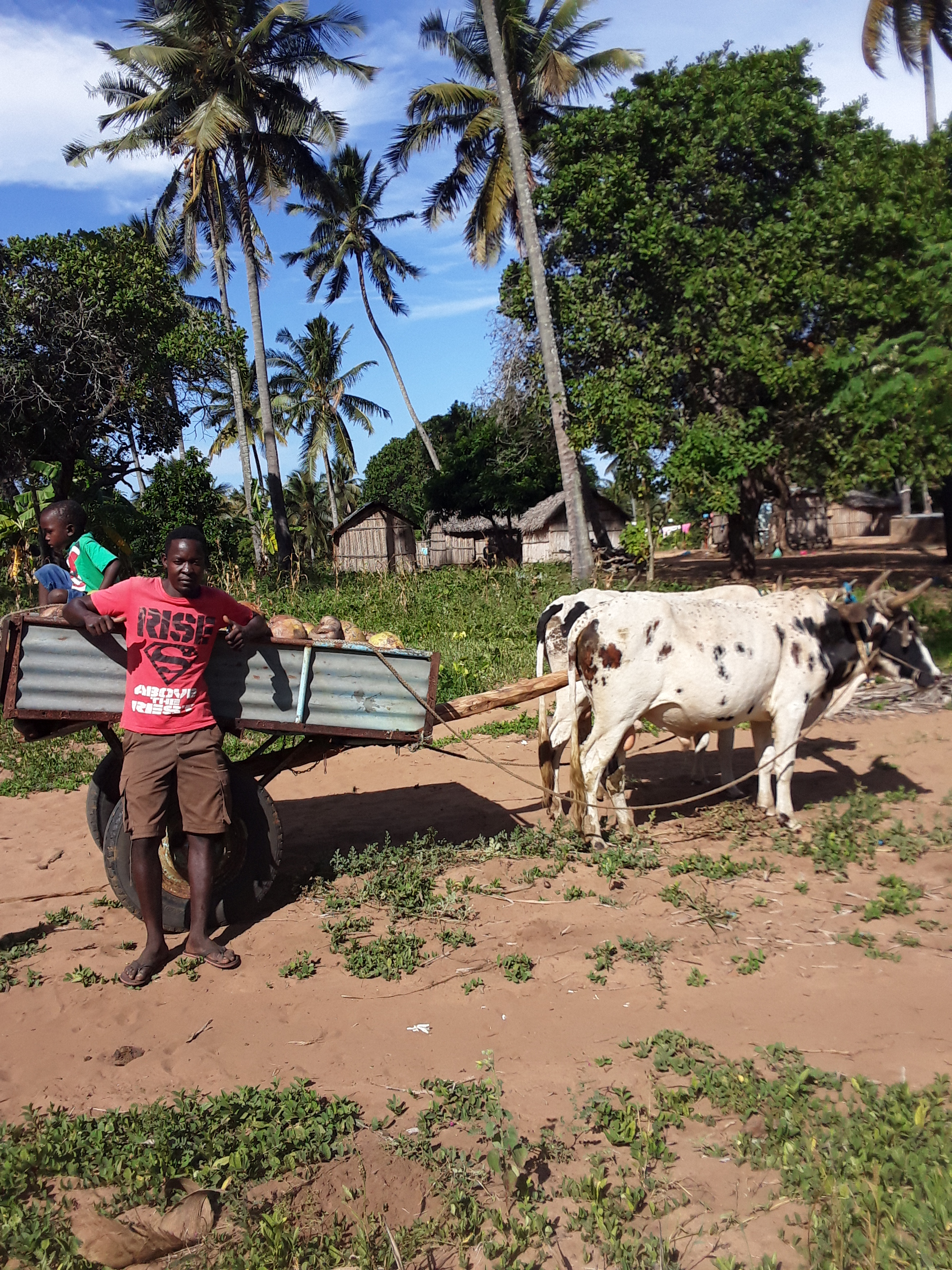
O sistema de transporte nas zonas rurais.

### Transportes marítimos
A grande extensão do território, principalmente na direção S-N (pouco menos de dois mil quilómetros em linha reta), e a dispersão dos centros urbanos são dois fatores que, desde sempre, dificultaram as comunicações terrestres em Moçambique, levando, consequentemente, ao desenvolvimento de um número relativamente elevado de portos de mar durante a primeira metade do século XX.
De norte para sul, podem citar-se os seguintes: Mocímboa da Praia, Pemba, Nacala, Ilha de Moçambique, Angoche (ex-António Enes), Moma, Pebane, Quelimane, Chinde, Beira, Inhambane e Maputo.
O porto do Maputo é o maior de Moçambique e um dos mais importantes da África Oriental.

### Transportes aéreos
As mesmas razões (grande extensão do território e dispersão dos centros urbanos) levaram igualmente à construção de uma rede de aeroportos e aeródromos, com particular incidência na segunda metade do século XX.
Quase todas as capitais de província dispõem de pistas capazes de receber as maiores aeronaves comerciais a jato (as exceções são o Xai-Xai, Inhambane e o Chimoio). Esta rede é complementada por diversos aeródromos de menores dimensões.
A companhia aérea nacional, LAM-Linhas Aéreas de Moçambique (designação adotada depois da independência, em 1975), resulta da remodelação da DETA-Direção de Exploração dos Transportes Aéreos, uma empresa criada em 1936 pelo governo português que, além de carreiras internas, começou desde logo a efetuar voos para a África do Sul e para a antiga Federação da Rodésia e Niassalândia (os atuais Zimbabué, Zâmbia e Malaui).

### Ferrovias
A construção de linhas de caminho-de-ferro em Moçambique obedeceu muito mais a uma lógica de abastecimento e escoamento dos territórios e países vizinhos sem acesso direto ao mar do que a uma lógica de interligação e serviço interno.
Assim, o nó ferroviário sediado em Lourenço Marques tinha como principal destino o grande centro urbano e industrial de Joanesburgo, na África do Sul, via Moamba e Ressano Garcia (atual Incomáti).
Um outro ramal seguia da capital para norte e noroeste, via Vila Luísa (atual Marracuene), Manhiça, Magude e Trigo de Morais (atual Chokwé ou Chókwè), até à Rodésia do Sul (Zimbabué), através do posto fronteiriço da Malvérnia (atual Chicualacuala).
A mesma lógica esteve na base da construção do Caminho-de-Ferro da Beira, que, partindo do segundo porto marítimo de Moçambique (e, durante a maior parte do século XX, também a sua segunda cidade, hoje ultrapassada a nível demográfico por Nampula), seguia até Vila Pery (atual Chimoio) e Macequece (posteriormente Vila de Manica), passando então pelo posto fronteiriço da Machipanda, rumo à capital da Rodésia do Sul, Salisbúria (atual Harare).
No Dondo, cerca de 30 km a noroeste da Beira, a linha divide-se, com um ramal para norte, via Inhaminga, ao longo da parte setentrional da província de Sofala, até Caia (antiga Vila Fontes), na margem direita do Zambeze. Do nó de Inhamitanga, entre Inhaminga e Caia, parte um ramal secundário para Marromeu, a leste, e daí um outro para a atual Caia, de modo que Inhamitanga, Marromeu e Caia são os vértices de um triângulo ferroviário.
Caia constitui um entroncamento entre a linha proveniente da Beira, a sul, a linha proveniente de Marromeu, a sueste, e uma outra proveniente de Tete, a noroeste (esta última escoa o carvão das jazidas de Moatize, na província de Tete, via Sena e Mutarara).
Na região Norte, há uma linha ferroviária que atravessa toda a província de Nampula e a parte meridional da província do Niassa, para penetrar no Malaui entre os lagos Chirua e Chiuta. Na extremidade oriental, tem início em dois ramais distintos, um a partir do porto de Nacala, o outro a partir de Mossuril, os quais se juntam no nó de Monapo e seguidamente servem Meconta, Nampula, Ribaué, Entre-Rios e, já na província do Niassa, Cuamba (ex-Nova Freixo).
Não há ligação entre estes grandes eixos ferroviários.
A curta linha de cerca de 100 km entre Inharrime e a capital da província de Inhambane, bem como a linha de Quelimane a Mocuba, na província da Zambézia, ambas sem continuidade para outros pontos de Moçambique, não quebram a característica descoordenação interna da rede ferroviária. A título de exemplo: se um passageiro pretendesse ir do Maputo até à Beira, só poderia fazê-lo com escala em Harare, capital do Zimbabué (embarcaria no Maputo pelo ramal norte, até Chicualacuala, na fronteira, seguiria até Harare e, aí, tomaria o caminho-de-ferro da Beira, via Manica, Chimoio e Dondo).

## Geografia física

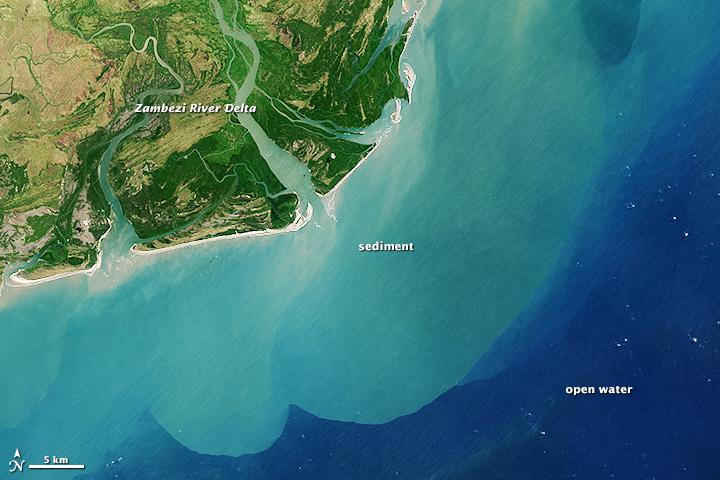
Delta do rio Zambeze.

Em latitude, Moçambique tem por limites aproximados os paralelos 10° S e 27° S, situando-se, pois, maioritariamente, na Zona Tórrida. Apenas uma pequena porção do seu território, onde está localizada a capital, fica para sul do Trópico de Capricórnio (23° 26’ 14,440” de latitude sul), ou seja, na Zona Temperada do Sul.
Em plena África Austral, frente ao oceano Índico, que aqui toma o nome de Canal de Moçambique, o país tem uma forma longilínea, mais larga a norte mas acentuadamente estreita a sul (a «cauda de Moçambique»). No que toca à longitude, os seus limites são os meridianos 30° E e 41° E.
No terço setentrional, a província de Tete forma uma grande protuberância com orientação de SE para NW, intrometida entre o Malaui, a Zâmbia e o Zimbabué.

## Hidrografia

### Lagos
O maior lago de Moçambique, que o país partilha com a Tanzânia e com o Malaui, é o Niassa (conhecido nos países de língua inglesa como Lake Malawi). De forma alongada na direção S-N, tem um comprimento máximo de 580 km e uma largura máxima de 75 km. Situa-se na ponta noroeste do país, no extremo meridional do Vale do Rift, a grande depressão que se inicia junto ao golfo de Áden e que, seguindo para sul, separa os planaltos da Etiópia e da Somália e, nas zonas de maior profundidade, é inundada, formando os grandes lagos da África Oriental (Turkana, Alberto, Kyoga, Vitória, Eduardo, Kivu, Tanganhica, Rukwa, Mweru e Niassa, entre outros de menores dimensões).
Outros lagos importantes de Moçambique são o Chiuta e o Chirua, igualmente situados no extremo meridional do vale do Rift mas dos quais Moçambique apenas possui as margens orientais, pois ambos se estendem maioritariamente pelo Malaui. A lagoa Amaramba, inteiramente em território moçambicano, é um apêndice setentrional do lago Chiuta.
No litoral sul de Moçambique (províncias de Inhambane e de Gaza), há diversas lagoas de forma alongada, sensivelmente paralelas à costa: Dongane, Poelela, Maiene, Quissico (ou Zavala), Marrângua, Inhampavala, Bilene. Nesta última, ligada ao mar por um estreito canal, existem alguns aproveitamentos turísticos. Durante a soberania portuguesa, era também designada «concha de São Martinho do Bilene», porquanto, embora bastante maior, tem uma configuração física semelhante à da concha ou baía de São Martinho do Porto, em Portugal.

### Rios
Quase todos os principais rios de Moçambique seguem, aproximadamente, o sentido de oeste para este (ou de noroeste para sueste), desaguando no Canal de Moçambique (a secção do Oceano Índico situada entre o continente e a ilha de Madagáscar).
As duas exceções mais notáveis são o Lugenda e o Chire.
- Lugenda: Tem um percurso sensivelmente de sudoeste para nordeste, com o troço inicial na província do Niassa e o troço final a marcar o limite entre esta última e a província de Cabo Delgado, até à confluência com o rio Rovuma.
- Chire: Corre sensivelmente de norte para sul (trata-se, na verdade, de um transbordo do lago Niassa, na ponta meridional deste último, em território malauiano). Depois de alimentar diversos lagos de menores dimensões no Malaui, o rio Chire conflui com o rio Ruo (que corre também de norte para sul ao longo da fronteira entre os dois países) e vai desaguar na margem esquerda do Zambeze, já em território moçambicano, a jusante da povoação da Mutarara. Por outras palavras, pode dizer-se que o lago Niassa transborda indiretamente as suas águas para o oceano Índico, canalizando-as desde a sua ponta sul, através do rio Chire, para o rio Zambeze, que acaba por as lançar no oceano.

Os grandes rios que desaguam no Canal de Moçambique são, de norte para sul, os seguintes:
- Rovuma: Nasce na Tanzânia (onde é conhecido como Ruvuma) e, pouco depois de receber na margem direita o afluente Messinge (este com a sua nascente na  província do Niassa, entre a capital, Lichinga, e a povoação de Maniamba), inflete para leste e passa a marcar, na sua maior extensão, a fronteira com a Tanzânia, até à foz, a norte da povoação de Quionga. Sensivelmente a meio do percurso internacional, recebe, na margem direita, as águas do Lugenda, junto à povoação de Negomano. O Rovuma é um dos dois rios mais emblemáticos de Moçambique (o outro é o Maputo, na fronteira meridional), facto associado ao lema «Viva Moçambique unido, do Rovuma ao Maputo», que a «Voz da Frelimo», emissora da Frente de Libertação de Moçambique, divulgava a partir da Tanzânia durante a guerra da independência (1964-1974). Embora os caudais de ambos imediatamente a montante da confluência sejam comparáveis (o que, à partida, suscitaria a dúvida entre ser o Lugenda afluente do Rovuma ou vice-versa), é o rio Lugenda que se considera afluente do Rovuma: de facto, o Rovuma segue uma direção menos irregular até à foz (sensivelmente de oeste para leste), pelo que se considerou ser este o rio principal, e o Lugenda um seu tributário.
- Messalo: Rio inteiramente moçambicano, nasce no centro-sul da província do Niassa e, depois de um percurso no sentido sensivelmente SW-NE, desagua no litoral da província de Cabo Delgado.
- Lúrio: Rio também inteiramente moçambicano, nasce no extremo sul da província do Niassa, a leste da cidade de Cuamba, e estabelece a fronteira administrativa entre a província de Nampula, na margem direita, e as províncias do Niassa e de Cabo Delgado, na margem esquerda, respetivamente a oeste e a leste. Desagua no Canal de Moçambique, entre as cidades de Pemba e Nacala.
- Zambeze: O maior rio de Moçambique e quarto do continente africano – depois do Nilo, do Zaire (ou Congo) e do Níger –, o Zambeze é também o maior dos rios africanos que desaguam no Oceano Índico. Nasce no extremo ocidental da Zâmbia e, inicialmente, segue para norte e oeste até penetrar no extremo oriental de Angola, onde inflete para sul. Tomando em seguida um percurso mais regular rumo ao Oceano Índico, marca a fronteira entre a Zâmbia, na margem esquerda, e a faixa de Caprivi (extremo nordeste da Namíbia), na margem direita. Depois, estabelece a fronteira entre a Zâmbia, a norte, e o Zimbabué, a sul, num troço em que se destacam as Cataratas Vitória (Victoria Falls) e a barragem de Kariba. Entra em Moçambique junto à povoação do Zumbo, na cauda montante do outro grande empreendimento hidroelétrico do seu percurso: a barragem de Cabora Bassa, totalmente em Moçambique. Em território moçambicano, o percurso do Zambeze é sensivelmente de oeste para leste entre o Zumbo e a povoação do Songo, poucos quilómetros a jusante do paredão de Cabora Bassa. Seguidamente, até à foz, desce de noroeste para sueste, num troço em que se destacam: a histórica Missão de Boroma; a cidade de Tete (capital provincial); a povoação de Massangano, junto à confluência do Luenha, na margem direita (palco, no século XIX, de combates entre a administração colonial portuguesa e a dinastia feudal dos Cruz); a garganta da Lupata; a histórica Vila de Sena; os «tandos» (savanas) de Marromeu, onde existe uma reserva natural muito rica em fauna de grande porte. O seu grande afluente da margem esquerda é o Chire, que, como se disse, constitui um transbordo do lago Niassa (o que nos permite dizer que as águas do lago Niassa acabam por verter para o Oceano Índico, através do canal que o rio Chire e o troço inferior do Zambeze formam).
- Antes de desaguar no Canal de Moçambique, o Zambeze divide-se em vários braços, na margem esquerda de um dos quais, o rio dos Bons Sinais (assim batizado por Vasco da Gama, pelos sinais que aí recebeu de estar na boa rota para a Índia), se situa a cidade de Quelimane, capital da província da Zambézia. Na foz de um outro braço, imediatamente a norte do principal, fica o porto marítimo do Chinde.
- Pungoé (ou Púngoè): Grande rio do centro-sul de Moçambique, nasce no Zimbabué (onde é conhecido como Pungwe) e segue para leste. A partir dos confins ocidentais de Moçambique, inflete em arco para norte, marcando um curto troço da fronteira entre os dois países. Já em território inteiramente moçambicano, ruma para sueste, bordeja o limite meridional do Parque Nacional da Gorongosa e desagua a norte da baía de Sofala, formando um estuário baixo e pantanoso em cuja margem esquerda se situa a Beira (segundo porto e terceira cidade de Moçambique).
- Búzi: Nasce no lado moçambicano da fronteira com o Zimbabué, perto da povoação de Espungabera, seguindo depois sensivelmente de sudoeste para nordeste, até desaguar imediatamente a sul do estuário do Púngoè. O seu afluente principal, o Revué (na margem esquerda), que corre de noroeste para sueste desde as terras altas da província de Manica, tem, no troço inicial, um dos grandes empreendimentos hidroelétricos de Moçambique – a barragem da Chicamba Real.
- Save: Nasce no Zimbabué (onde é conhecido como Sabi), a sul da capital, Harare, e corre de norte para sul até à confluência com o Runde, a partir da qual inflete para leste e penetra em território inteiramente moçambicano. Aqui, bordeja o limite norte do Parque Nacional do Zinave e vai desaguar no Oceano Índico, junto à povoação de Mambone, entre a baía de Sofala e a ilha do Bazaruto.
- Limpopo: Segundo maior dos rios africanos que desaguam no Oceano Índico (logo a seguir ao Zambeze), tem um percurso característico em arco. Nasce na região noroeste da África do Sul e segue de início para norte, tendo, nesse troço, o nome de rio dos Crocodilos. Só se designa Limpopo a partir do ponto em que passa a marcar a fronteira entre a África do Sul e o Botsuana, no sentido SW-NE. Marca depois a fronteira entre a África do Sul, na margem direita, e o Zimbabué, na margem esquerda, num troço em que ruma para leste. Depois de entrar em Moçambique, junto à povoação do Pafúri, inflete acentuadamente para sueste, atravessando a província de Gaza. O seu principal tributário em território moçambicano é o rio dos Elefantes, na margem direita. Entre os dois rios, está projetado o Parque Transfronteiriço do Grande Limpopo, que englobará reservas naturais de Moçambique e da África do Sul, incluindo o célebre Parque Nacional Kruger e, futuramente, também reservas naturais do Zimbabué. No rio dos Elefantes situa-se um dos grandes empreendimentos hidroagrícolas de Moçambique, a barragem de Massingir. O troço final do Limpopo caracteriza-se por inúmeros meandros, atravessando um terreno pouco acidentado, com margens planas e férteis, onde, em finais da década de 50 do século XX, o governo português criou o Colonato do Limpopo, sob a direção do Eng.º Trigo de Morais. Poucos quilómetros a montante da foz localiza-se a cidade do Xai-Xai (antiga João Belo), capital da província de Gaza.
- Incomáti: Nasce na zona setentrional da África do Sul e corre sensivelmente para nordeste, com um curto troço através do extremo noroeste do Essuatíni. Entra em Moçambique junto à cidade de Komatipoort, no lado sul-africano da fronteira, e à povoação de Incomáti (antiga Ressano Garcia), no lado moçambicano. A partir daí, tem um curso de forma irregular, descendo primeiro para sueste, voltando novamente para nordeste junto à povoação da Moamba e infletindo para sul a jusante da povoação de Magude, rumo que segue até à foz, na baía do Maputo. O seu principal afluente é o rio Sábiè, na margem esquerda.
- Umbelúzi: Nasce na região montanhosa do norte do Essuatíni e, após um percurso sensivelmente de oeste para leste, desagua na baía do Maputo, em estuário comum a vários rios (Matola, Infulene, Tembe). Na zona de maior altitude do seu troço moçambicano, fica situada a barragem dos Pequenos Libombos.
- Tembe: Rio inteiramente moçambicano, nasce no extremo meridional do país, junto à fronteira com o Essuatíni, corre inicialmente para leste, mas, pouco antes de receber na margem esquerda o afluente Mnyame (este vindo de território suázi), inflete para norte e vai desaguar na baía do Maputo, em estuário comum a vários rios (Matola, Infulene, Umbelúzi).
- Maputo: Nasce na região setentrional da África do Sul (onde é conhecido por Great Usutu, Lusutfu ou Suthu) e ruma a leste, atravessando o Essuatíni, marcando em seguida a fronteira meridional deste país com a África do Sul e, por fim, marcando um troço da fronteira meridional de Moçambique com a África do Sul. Inflete então sensivelmente para norte e, já em território inteiramente moçambicano, atravessa uma zona de lagoas e pântanos, acabando por desaguar em estuário no extremo meridional da baía do Maputo. A leste do seu troço terminal, fica a Reserva de Elefantes do Maputo. O Maputo é um dos dois rios mais emblemáticos de Moçambique (o outro é o Rovuma, na fronteira setentrional), facto associado ao lema «Viva Moçambique unido, do Rovuma ao Maputo», que a emissora «Voz da Frelimo» divulgava a partir da Tanzânia durante a guerra da independência (1964-1974).

Dado o caráter simbólico do rio Maputo, que marca a fronteira sul do país e, conforme atrás se disse, é, juntamente com o Rovuma, um dos dois rios mais emblemáticos de Moçambique, as autoridades moçambicanas decidiram tornar o seu nome extensivo quer à baía onde ele desagua quer à capital (a antiga Lourenço Marques), que lhe fica próxima, e à província onde esta se situa.

## Litoral
O litoral de Moçambique, entre a foz do Rovuma (11 graus de latitude sul) e a praia da Ponta do Ouro (27 graus de latitude sul), caracteriza-se predominantemente por terrenos baixos e arenosos, com extensos cordões dunares paralelos à linha de costa.
A zona entremarés é coberta, de Norte a Sul, de mangais e vegetação associada.
A dinâmica das correntes marítimas e dos rios recortou uma série de baías e ilhas.
No litoral nordeste (província de Cabo Delgado, entre os rios Rovuma e Lúrio), destaca-se a baía de Pemba (antiga baía de Porto Amélia), bem como um rosário de ilhas a pouca distância da costa, o arquipélago das Quirimbas, no qual se destaca a histórica ilha do Ibo.
Continuando para sul, observam-se, no litoral da província de Nampula (entre os rios Lúrio e Ligonha, perto do porto de Moma), três grandes baías: Memba, Nacala (antiga baía de Fernão Veloso) e Mossuril. A baía de Nacala possui o melhor porto de águas profundas de Moçambique. Por sua vez, na baía do Mossuril, o elemento mais notável é a Ilha de Moçambique, hoje integrada na lista do Património Mundial da UNESCO.
Entre os paralelos 15 e 20 de latitude sul (ou seja, sensivelmente entre a Ilha de Moçambique e a cidade da Beira), a costa tem uma orientação NE-SW.
No litoral da província da Zambézia, entre a foz do Ligonha e a foz do braço central do Zambeze, o acidente mais notável é um arquipélago de pequenas ilhas (Epidendro, Casuarina, Coroa, Fogo, Silva) a distância relativamente grande da costa.
O litoral da província de Sofala desenvolve-se entre a foz do braço central do Zambeze e a foz do Save. É sensivelmente a dois terços da sua extensão (no sentido de norte para sul), junto aos estuários do Búzi e do Púngoè (na margem norte dos quais se situa a cidade da Beira), que a costa passa da orientação NE-SW novamente para a orientação N-S.
O extenso litoral da província de Inhambane vai desde a foz do Save até poucos quilómetros a nordeste da foz do Limpopo. Encontram-se aí algumas das praias mais famosas de Moçambique – Pomene ou Ponta da Barra Falsa, Tofo, Jangamo, Závora (as igualmente famosas praias de Chidenguele, Chongoene e Bilene são já na província de Gaza) –, bem como alguns dos acidentes mais notáveis do litoral:
Baía de Mambone;
Arquipélago do Bazaruto (sede do homónimo Parque Nacional Marinho), composto por uma grande ilha que lhe deu o nome e ainda pelas ilhas Santa Carolina (centro turístico de longa data), Benguerra (antiga Santo António) e Santa Isabel; este arquipélago situa-se a pouca distância da costa, entre as povoações de Inhassoro e Vilanculos;
Baía de Vilanculos, de águas pouco profundas, com abertura ao oceano para norte e delimitada a leste pela península de Muangane;
Ponta de Pomene, igualmente centro turístico de longa data;
Baía de Inhambane, com a histórica cidade de Inhambane na margem leste, frente à Maxixe, na margem poente.
Poucos quilómetros a sul da baía de Inhambane, sensivelmente junto à praia de Jangamo e até à foz do Incomáti, já na província do Maputo, a costa reassume uma orientação de NE para SW.
O litoral da província de Gaza é relativamente pouco extenso. O seu principal acidente geográfico é a foz do grande rio Limpopo, poucos quilómetros a montante da qual se situa a cidade do Xai-Xai (antiga João Belo), sede do governo provincial.
No extremo meridional do país, a baía de Maputo constitui um acidente costeiro notável. Desaguam nela três estuários: a norte, o do rio Incomáti; a sul, o do rio Maputo; a poente, um estuário comum a três rios – Matola, Umbelúzi e Tembe –, na margem norte do qual se situa o porto marítimo do Maputo.
No lado oriental, a baía é delimitada por duas línguas de terra: a restinga da Macaneta, a nordeste, formada pela interação das correntes oceânicas com o estuário do Incomáti; e a península de Machangulo, a sul, bastante maior, formada pelas aluviões do estuário do rio Maputo e cujo prolongamento natural, na extremidade norte, é a Ilha Inhaca (bem como a adjacente Ilha dos Portugueses). Dada a sua natureza predominantemente aluvionar, estas duas línguas de terra e as ilhas que lhes estão associadas acusam grande instabilidade geológica, visível sobretudo pela erosão das ilhas resultantes das aluviões do Incomáti – Xefina Pequena, Xefina do Meio e Xefina Grande.
Conforme relata a «História Trágico-Marítima», os Portugueses da época da expansão ultramarina europeia chamavam à atual baía do Maputo «Rio de Lourenço Marques», considerando que ele era formado por três braços (presumivelmente os estuários acima referidos).
Talvez devido ao seu contorno oval, o «Rio de Lourenço Marques» recebia também o nome de «Baía da Lagoa» (do qual derivou o termo inglês «Delagoa Bay»).
No período final da soberania portuguesa, a designação mais comum era «Baía do Espírito Santo».
Para sul do rio Save, as reentrâncias da costa apresentam uma notável característica comum: constituem quase sempre baías com abertura ao oceano para norte e delimitadas a leste por penínsulas arenosas e estreitas. São os casos das baías de Mambone, Vilanculos, Pomene, Inhambane e Maputo.

## Orografia

### Norte (entre o Rovuma e o Zambeze)
É nesta zona de Moçambique que se regista a maior altitude média.
Entre o planalto da Angónia, na parte setentrional da província de Tete (margem esquerda do Zambeze), e as terras altas da província do Niassa, cava-se a depressão do Rift, aqui no seu extremo meridional.
Este progressivo rasgar do continente, naturalmente impercetível à escala humana, está a resultar na formação de serranias relativamente elevadas na margem oriental do lago Niassa (confins ocidentais da província moçambicana do mesmo nome), atingindo 1848 metros imediatamente a sul da fronteira com a Tanzânia. Ainda na província do Niassa, é de assinalar a cordilheira Maniamba, com uma altitude máxima de 1804 m.
O relevo vai-se esbatendo da província do Niassa para a de Cabo Delgado, drenadas ambas pelas bacias dos rios Rovuma (que inclui a do Lugenda), Messalo e Lúrio. Em Cabo Delgado, as altitudes máximas registam-se no planalto dos Macondes, em torno à povoação de Mueda (extremo nordeste de Moçambique).
É no interior da província da Zambézia que se verificam as maiores altitudes, designadamente em torno às povoações de Vila Junqueiro (também conhecida como Gurúè ou, conforme hoje se grafa, Gurué) e do Alto Molócuè (que hoje se grafa como Molocué), onde existem extensas plantações de chá. Os montes Namúli atingem um pico de 2418 m, escassos 18 metros menos do que a altitude máxima registada em todo o país. A província da Zambézia apresenta também relevos elevados no distrito de Milange, igualmente famoso pela cultura do chá (junto à fronteira com o Malaui). Porém, a sua maior extensão é composta de terras relativamente baixas, drenadas pelos rios Ligonha, Molocué e braços setentrionais da desembocadura do Zambeze.
Um elemento orográfico caraterístico desta região Norte, designadamente nas províncias de Nampula e da Zambézia, são os chamados inselbergues (do alemão Inselberg, que significa «monte-ilha»), montanhas monolíticas de granito e rochas similares, que se erguem abruptamente do terreno plano circundante.

### Centro (entre o Zambeze e o Save)
Apesar de uma altitude média bastante menor do que a da região Norte, a região Centro – que ocupa a totalidade das províncias de Sofala e Manica e a parte sul da província de Tete (margem direita do Zambeze) – detém o ponto mais alto de Moçambique: os 2436 m do monte Binga, na província de Manica, junto à fronteira com o Zimbabué.
Na província de Sofala, destaca-se o maciço da Gorongosa, em cujo sopé meridional se localiza o Parque Nacional da Gorongosa, uma área de conservação rica em espécies da fauna africana.
Numa estreita faixa ao longo da fronteira ocidental de Moçambique (província de Manica), estende-se a cadeia do Chimanimáni, com altitudes relativamente elevadas (picos de 2227 m e 1886 m, além do citado monte Binga), desde a povoação de Espungabera, a sul, até ao distrito do Báruè, a norte, passando pelos contrafortes do Tsetserra (junto à vila de Manica). Seguem-se, para leste, os planaltos do Sussundenga e do Chimoio e, por fim, as terras baixas e pantanosas do litoral.
Na parte sul da província de Tete, drenada, entre outros, pelo rio Mazoé, afluente do Luenha (que, por sua vez, desagua na margem direita do Zambeze a jusante da capital da província), não há acidentes orográficos notórios.
Na restante superfície desta região, predominam as baixas altitudes, drenadas pelos troços inferiores do Zambeze («tandos» de Marromeu), do Pungoé, do Búzi e do Save.

### Sul (Sul do Save)
Das três regiões naturais consideradas, esta – que ocupa a totalidade das províncias de Inhambane, Gaza e Maputo – é, de longe, a de menor altitude média. Compõem-na maioritariamente grandes extensões planas, drenadas pelas bacias hidrográficas do Limpopo, do Incomáti e de outros rios menores.
Apenas no extremo sudoeste se destaca a cadeia dos Libombos, sensivelmente na direção N-S, ao longo da fronteira entre Moçambique, a nascente, e o Essuatíni e a África do Sul, a poente. Esta cordilheira é designada Lebombo Mountains nos vizinhos de língua oficial inglesa. Em Moçambique, o seu limite setentrional localiza-se junto à povoação fronteiriça de Incomáti (antiga Ressano Garcia).
Prolongamento natural dos montes Drakensberg, que atingem uma altitude máxima de 3482 metros (pico Thabana Ntlenyana, no Lesoto), os Libombos descem para os 776 m no Essuatíni (Mount Mananga) e não excedem 600 m em Moçambique (planalto da Namaacha, onde as fronteiras dos três países se encontram).
Entre a cordilheira dos Libombos e o oceano, a leste, estende-se uma cadeia paralela, de altitude média consideravelmente menor, os Pequenos Libombos.
A Rede Nacional das Áreas de Conservação de Moçambique é composta por 7 parques nacionais, 12 reservas nacionais e um número de outras categorias de áreas de conservação.
Ver artigo principal: Biodiversidade de Moçambique
Moçambique é um país rico em Biodiversidade tendo várias espécies da flora e da fauna africanas.

- A ILHA DE PRÓSPERO — Rui Knopfli — Minerva Central, Lourenço Marques 1972
- ATLAS 2000 — Círculo de Leitores, ISBN 972-42-1106-1
- GEOGRAFIA HUMANA DE MOÇAMBIQUE — Centro de Informação e Turismo de Moçambique — Lourenço Marques, 1975
- GEOLOGIA DE MOÇAMBIQUE — T.C.F. Hall e P. Vasconcelos — Agência Geral das Colónias, Lisboa 1948
- GRANDE ATLAS MUNDIAL — Selecções do Reader’s Digest, Lisboa 1978
- HISTÓRIA DAS GUERRAS NO ZAMBEZE — Filipe Gastão de Almeida de Eça — Agência Geral do Ultramar, Lisboa 1953
- HISTÓRIA TRÁGICO-MARÍTIMA — Adaptação de António Sérgio — Livraria Sá da Costa Editora, Lisboa
- LOURENÇO MARQUES, XILUNGUÍNE (BIOGRAFIA DA CIDADE) — Alexandre Lobato — Agência Geral do Ultramar, Lisboa 1970
- MAPA RODOVIÁRIO DE MOÇAMBIQUE (2.ª edição), Junta Autónoma de Estradas de Moçambique, Lourenço Marques 1972
- O MUNDO EM QUE VIVEMOS — Editorial Verbo, 1966 (Lisboa)
- WELTATLAS — Goethe Institut — Sonderausgabe für Buch und Zeit Verlagsgesellschaft, 1989